# Vrch (Krásný Les)
Vrch (německy Hüttmesgrün) je zaniklá vesnice v okrese Karlovy Vary v Karlovarském kraji. Nacházela se v Krušných horách severovýchodně od Krásného Lesa. Vesnice zanikla vysídlením po druhé světové válce.

## Název
Prvotní název vsi Hugimannsgrün se časem změnil na Hügmannsgrün (Hügmannova novina). Osobní jméno Hugimann odkazuje na středněhornoněmecké slovo hugu (mysl, rozum). Dalším jazykovým vývojem a kvůli ztrátě paměti na původní význam bylo jméno vsi spojeno se slovem Hütte (chaloupka, huť). V historických pramenech se název vsi objevuje ve tvarech: higkmansgrun (1497), hygkmosgrvn (1528), „na vsi hyttmesgrynu“ (1610), Hipmesgrün (1663), Hüttmansgrün a Hitmesgrün (1785) nebo Hüttmesgrün a Hüttmannsgrün (1847). Název Hüttmesgrün se používal do roku 1948, kdy byla vesnice přejmenována na Vrch.

## Historie
První písemná zmínka o vesnici pochází z roku 1497.

## Přírodní poměry
Katastrální území Vrch měří 4,67 km² a nachází se v Krušných horách, severně od Krásného Lesa na jihovýchodním úbočí vrchu Kupa v nadmořské výšce okolo 700 metrů. V geomorfologickém členění je součástí podcelku Klínovecká hornatina a okrsku Jáchymovská hornatina. V údolí východně od zaniklé vesnice protéká Osvinovský potok.
V rámci Quittovy klasifikace podnebí se Vrch nacházel v mírně teplé oblasti MT7, pro kterou jsou typické průměrné teploty −2 až −3 °C v lednu a 16–17 °C v červenci. Roční úhrn srážek dosahuje 650–750 milimetrů, počet letních dnů je třicet až čtyřicet, mrazových dnů 110–130. Většina katastrálního území severně od vrcholu Kupy leží v chladné oblasti CH7, pro kterou jsou typické průměrné teploty −3 až −4 °C v lednu a 15–16 °C v červenci. Roční úhrn srážek dosahuje 850–1000 milimetrů. Mrazových dnů bývá 140–160, zatímco letních dnů jen deset až třicet.

## Obyvatelstvo
Při sčítání lidu v roce 1921 ve vsi žilo 327 obyvatel (z toho 161 mužů) německé národnosti a římskokatolického vyznání. Podle sčítání lidu z roku 1930 měla vesnice 314 obyvatel s nezměněnou národnostní a náboženskou strukturou.
|           | 1869 | 1880 | 1890 | 1900 | 1910 | 1921 | 1930 | 1950 |
| --------- | ---- | ---- | ---- | ---- | ---- | ---- | ---- | ---- |
| Obyvatelé | 272  | 277  | 321  | 367  | 397  | 327  | 314  | 4    |
| Domy      | 46   | 51   | 52   | 57   | 59   | 59   | 59   | 60   |

## Obecní správa a politika
Při sčítání lidu v letech 1869–1930 býval Vrch obcí v okrese Jáchymov. Roku 1950 byl Vrch osadou obce Krásný Les a během následujících let zanikl.

## Pamětihodnosti
V katastrálním území Vrch stojí památkově chráněný lovecký zámeček Liščí kámen.